# Как старик наседкой был
«Как старик наседкой был» — советский кукольный мультипликационный фильм 1983 года. Режиссёр Иван Уфимцев экранизировал русские сказки о похождениях находчивого солдата: «Каша из топора» (1982) и «Как старик наседкой был» (1983).

## Сюжет
Снят по мотивам русских народных сказок.
Шёл солдат после войны домой и встретил у плетня расстроенного деда. Он расспросил старика что случилось и, узнав, что старуха заставляет его высиживать цыплят, взялся помочь ему. Солдат убедил старуху, что самые лучшие цыплята высиживаются в бане. Так ловко помог солдат, что и старик остался доволен, и сам солдат попарился в бане, поел и попил чаю.

## Создатели
| Режиссёр             | Иван Уфимцев |
| Автор сценария       | Элеонора Тадэ |
| Художник-постановщик | Николай Титов |
| Мультипликаторы      | Наталия Дабижа, Сергей Косицын, Елена Гагарина, Наталья Тимофеева |
| Оператор             | Александр Виханский |
| Композитор           | Геннадий Гладков |
| Звукооператор        | Борис Фильчиков |
| Куклы и декорации    | Владимир Аббакумов, Виктор Гришин, Олег Масаинов, Павел Гусев, Нина Молева, Марина Чеснокова, Наталия Барковская, Александр Беляев, Александр Максимов, Светлана Знаменская, Семён Этлис, Людмила Рубан, Сергей Галкин, Наталия Гринберг, Михаил Колтунов |
| Редактор             | Наталья Абрамова |
| Монтажёр             | Галина Филатова |
| Директор             | Григорий Хмара |

## Роли озвучивали
- Николай Караченцов — Солдат
- Борис Владимиров — Меланья
- Борис Новиков — Старик